# Kougdoughin
Kougdoughin est une commune rurale située dans le département de Méguet de la province du Ganzourgou dans la région du Plateau-Central au Burkina Faso.

## Santé et éducation
Le centre de soins le plus proche de Kougdoughin est le centre de santé et de promotion sociale (CSPS) de Méguet tandis que le centre médical avec antenne chirurgicale (CMA) se trouve à Zorgho.